# Petronella Muns

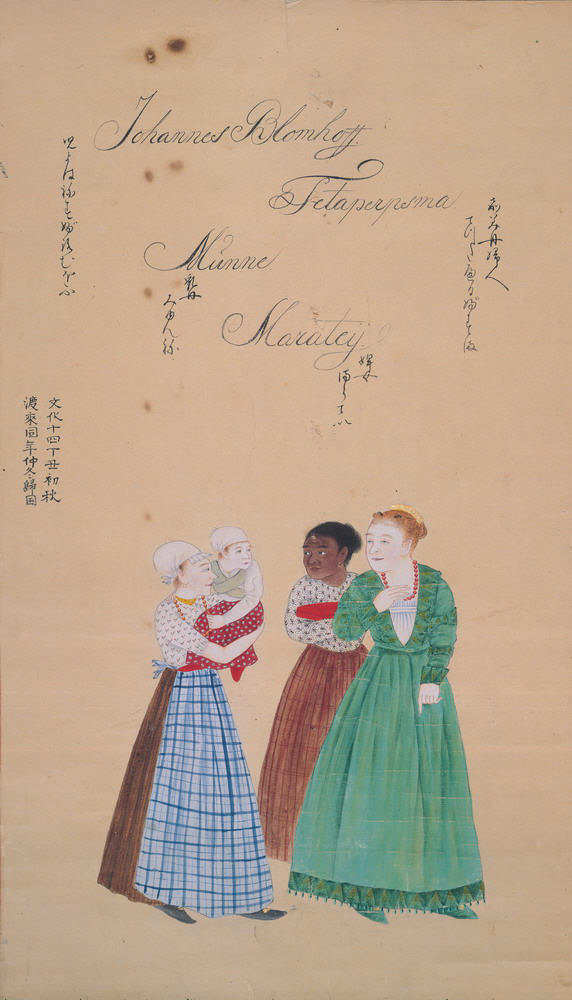
Rolschildering met Petronella Muns, Titia Cock Blomhoff, de bediende Marateij en het zoontje Johannes Blomhoff

Petronella Muns (Den Haag, 21 januari 1794 – Den Haag, 13 mei 1842), ook wel bekend als Petronella Munts, was een kindermeisje en min die in 1817 haar werkgeefster Titia Bergsma vergezelde naar de Nederlandse factorij Deshima bij Nagasaki in Japan. Bergsma en Muns staan bekend als de eerste westerse vrouwen die Japan betraden.

## Biografie
Muns was een dochter van de tuinman Pieter Muns (1759-1846) en diens vrouw Wilhelmina Hoogeveen (1763-1831). Zij kreeg in 1816 een buitenechtelijke zoon, Pieter. Kort daarna kwam ze als min en kindermeisje in dienst bij Jan Cock Blomhoff en zijn echtgenote Titia Bergsma.  Blomhoff was benoemd tot hoofd van de Nederlandse factorij in Japan.  Westerse vrouwen werden in Japan niet toegelaten maar Blomhoff nam toch zijn vrouw en pasgeboren zoon mee. Muns vergezelde hen naar Japan. Zij vertrokken op 14 augustus 1816 uit Nederland en kwamen op 16 juli 1817 met het schip Agatha aan op Deshima. Ruim vijf weken later beval de shogun echter dat de twee vrouwen met het kind Deshima moesten verlaten. Op 4 december 1817 verlieten ze Japan en reisden via Batavia naar Nederland terug.  Muns beviel tijdens de terugreis van een dochter.
Het korte verblijf van Bergsma en Muns maakte grote indruk in Japan. De twee vrouwen zijn veel geschilderd door Japanse kunstenaars.